# Rudolf Nadolny

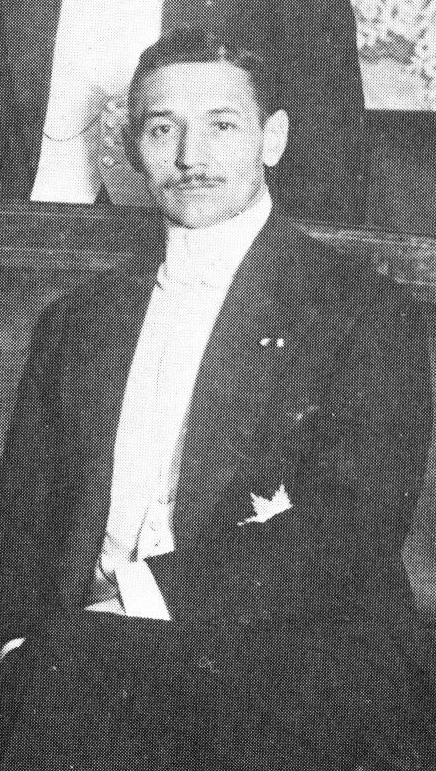
Rudolf Nadolny, 1917

Rudolf Nadolny (* 12. Juli 1873 in Groß Stürlack, Kreis Lötzen, Ostpreußen; † 18. Mai 1953 in Düsseldorf) war ein deutscher Diplomat.

## Familie
Rudolf Nadolny wurde als Sohn des Gutsbesitzers August Nadolny und seiner Ehefrau Agnes, geb. Trincker, in Groß Stürlack bei Lötzen geboren. Er heiratete 1905 Änny Matthiessen (1882–1977), die Tochter eines Berliner Kaufmanns. Der Schriftsteller Burkhard Nadolny (1905–1968) ist beider Sohn, der Schriftsteller Sten Nadolny sein Enkel.

## Leben und Wirken
Nadolny besuchte das Progymnasium in Lötzen und die Herzog-Albrechts-Schule (Rastenburg), an der er 1892 das Abitur bestand. Danach diente er als Einjährig-Freiwilliger beim Grenadier-Regiment „König Friedrich Wilhelm I.“ (2. Ostpreußisches) Nr. 3 in Rastenburg. Anschließend nahm er sein Studium der Rechtswissenschaft an der Albertus-Universität Königsberg. Er wurde Mitglied des Königsberger Vereins Deutscher Studenten. Er schrieb das Farbenlied des Bundes. Nach seinem Examen im Herbst 1896 war er Referendar am Amtsgericht der Kleinstadt Rhein.
Nach dem Assessorexamen im Sommer 1901 war Nadolny zunächst als Richter in Königsberg tätig. Im April 1902 wurde er ins Auswärtige Amt in Berlin berufen. Seine diplomatische Laufbahn begann er 1903 als Vizekonsul im Generalkonsulat in Sankt Petersburg. Nadolny heiratete 1905 Änny Matthiesen. Sie hatten drei Kinder: Burkhard, Ursula und Anorte. 1907 kehrte er ins Auswärtige Amt zurück, wo er als Legationsrat vor allem mit handelspolitischen Aufgaben betraut war. Zwischen 1912 und 1914 übernahm er diplomatische Aufträge in Persien, Bosnien und Albanien.
Beim Beginn des Ersten Weltkriegs stellte er sich dem Militär zur Verfügung. Er wurde zunächst als Adjutant dem Garde-Grenadier-Regiment Nr. 5 zugeteilt. Seine Aufgabe war die Überwachung von Internierten in Ruhleben. Im Herbst 1914 wurde er in die Nachrichtenabteilung des Stellvertretenden Generalstabs einberufen und dort im Frühjahr 1915 zum Chef der neu gegründeten Sektion Politik des Generalstabes des Feldheeres ernannt. Zu den Aufgaben seiner Abteilung gehörte es, in Kooperation mit dem Auswärtigen Amt und der Nachrichtenstelle für den Orient, potentielle Kooperationspartner und bereits bestehende Organisationsstrukturen und Netzwerke antikolonialer Gruppen in Europa und Nordamerika zu identifizieren und observieren. Dazu unterstützte die Abteilung die Bildung von Unabhängigkeitskomitees, die von deutscher Seite kontrolliert werden sollten.
Im Juli 1916 wurde Nadolny vom Auswärtigen Amt als Geschäftsträger nach Kermānschāh in Persien geschickt, wo er die Gesandtschaft leitete. Dort befand sich eine vom Deutschen Reich unterstützte „provisorische persische Regierung“ unter Führung von Reza Qoli Khan Nezam al Saltaneh. Nadolny sollte mit seinen Aktivitäten die Unabhängigkeit Irans gegenüber Großbritannien und Russland im Kontext des Ersten Weltkriegs sichern. Seit einigen Jahren befanden sich damals russische und britische Truppen in verschiedenen Regionen. Nadolny organisierte die finanzielle und militärische Unterstützung der Persischen Gendarmerie unter Führung von Oberst Pesyan sowie die finanzielle Unterstützung von Wilhelm Wassmuss, der im Süden Irans eine Widerstandsbewegung gegen die britischen Truppen aufgebaut hatte. Nach der Niederlage der osmanischen Truppen gegen britische Verbände in der Schlacht um Bagdad am 11. März 1917 musste die deutsche Gesandtschaft in Kermanschah aufgegeben werden, woraufhin auch der persische Widerstand gegen die russischen und britischen Truppen zusammenbrach.
Nach der Auflösung der Gesandtschaft kehrte Nadolny nach Berlin zurück und war bis 1919 Referent für Ostpolitik im Auswärtigen Amt. Das Referat hielt in dieser Zeit durch Diego von Bergen Kontakt mit den russischen Bolschewiken in der Schweiz und trug dafür Sorge, dass „Lenin und seine Genossen im April 1917 von der obersten Heeresleitung durch Deutschland geschleust wurden“. Bei den folgenden Friedensverhandlungen mit den Bolschewiken, die mit dem Friedensvertrag von Brest-Litowsk endeten, war Nadolny Teil der Verhandlungsdelegation, die von Richard von Kühlmann geleitet worden war.
In der Weimarer Republik wurde er zunächst Chef des Büros von Reichspräsident Friedrich Ebert und soll diesen dazu veranlasst haben, das Deutschlandlied zur Nationalhymne zu erklären. Im Januar 1920 erfolgte die Ernennung zum Gesandten in Stockholm. Von 1924 bis 1933 war er Botschafter in der Türkei. 1932/1933 leitete Nadolny außerdem die deutsche Delegation auf der Genfer Abrüstungskonferenz des Völkerbunds. Am 1. Juni 1932 wurde statt seiner Konstantin von Neurath Außenminister im Kabinett Papen, Nadolny erhielt im August 1933 den Botschafterposten in Moskau.
Nach acht Monaten stellte er dieses Amt auf eigenen Wunsch zur Verfügung. Dabei ließ Nadolny sich nicht von einer grundsätzlichen Ablehnung des Nationalsozialismus leiten. Er war mit der sowjetfeindlichen Außenpolitik der nationalsozialistischen Regierung nicht einverstanden. Nach einem Streitgespräch mit Hitler war er vom Außenminister fallengelassen worden. Seine Demission war ein couragierter Schritt und der zweite und bis 1939 letzte Abschied eines Spitzendiplomaten.  Fortan widmete er sich der Landwirtschaft auf Gut Briesen (Kreis Templin) in der Uckermark und auf dem Obstgut Katharinenhof bei Gransee (Kreis Ruppin).
Nach dem Ende des Zweiten Weltkriegs engagierte sich Nadolny für die nationale Einheit Deutschlands. Auf Wunsch führender Persönlichkeiten des Deutschen Roten Kreuzes übernahm er im Juni 1945 in Berlin als Nachfolger von Ernst-Robert Grawitz die Reorganisation des DRK. Seine Bemühungen waren nicht von Erfolg gekrönt. Als die alliierten Besatzungsmächte das DRK im Oktober 1945 auflösten, legte Nadolny sein Amt als Vorsitzender des DRK nieder.

Nach der Gründung beider deutscher Staaten trat er für die Verständigung zwischen der Bundesrepublik einerseits und der DDR und der Sowjetunion andererseits ein. Er gehörte daher mit Andreas Hermes zu den maßgeblichen Politikern im „Godesberger Kreis“ und beteiligte sich an der „Gesellschaft für die Wiedervereinigung Deutschlands“. Seit 1949 wohnte Nadolny in Rhöndorf. Er starb im Alter von 79 Jahren in einem Krankenhaus in Düsseldorf-Benrath. 

„Mochte nun auch eine auf einen kleinen Kreis beschränkte Gesellschaft scheitern, die Wiedervereinigung ist inzwischen eine Sache des gesamten deutschen Volkes geworden. Sie wird sich mit geschichtlicher Notwendigkeit durchsetzen, und keine Macht der Welt wird stark genug sein, sie auf die Dauer zu verhindern.“

## Autobiografie
- Rudolf Nadolny (Autor), Günter Wollstein (Hrsg.): Mein Beitrag. Erinnerungen eines Botschafters des Deutschen Reiches. Dme-Verlag, Köln 1985, ISBN 3-922977-18-9 (Die Ausgabe Wiesbaden 1955 ist gekürzt).